# 장범준 1집
《장범준 1집》은 2014년 8월 19일에 발매한 대한민국의 싱어송라이터이자 버스커 버스커 멤버 출신인 장범준의 첫 번째 솔로 음반이다.
이 음반은 장범준이 군대 가기 전 친구들의 노래를 녹음해서 사운드클라우드에 올리려고 했었던 작은 계획에서 시작됐다. 입대 날짜는 24일 크리스마스 이브였었고, 친구들과 팬들에게 드리려고 했던 작은 깜짝 이벤트였다. 그런데 12월 초에 아이를 갖게 되었고, 다음 해 4월에 결혼을 하기로 약속하면서 군대를 예정대로 갈 수 없게 되었다. 그래서 제대 후에 가지고 있었던 계획을 조금 앞당기기로 결정했고, 그 계획은 프로듀싱하는 음반을 만드는 것이었다.

## 배경
장범준 본인이 하고 싶은 음악적 스타일로 만들어진 실험적 성향이 강한 음반이다. 버스커 버스커 음반과는 다르게 많이 투박해졌고, 좀 더 록 음악적인 요소가 가미되어 센 음악이 만들어졌다. 그로 인해 대중성이 낮고 장범준이 발매한 음반들 중에 가장 인지도가 낮다.

## 커버 아트
음반 커버에 나온 이미지는 초기 버스커 버스커의 로고다. 이후에 버스커 버스커 음반이 나오면서 쓰이지 않다가, 장범준의 솔로 음반 1집이 나오면서 쓰이게 된 것이었다.

## 곡 목록
모든 곡들은 장범준, 박경구, 안상영 그리고 황용하에 의해 작사/작곡하였다.
| #  | 제목                                       | 재생 시간 |
| -- | ------------------------------------------ | --------- |
| 1. | 〈어려운 여자〉                            | 4:34      |
| 2. | 〈사랑이란 말이 어울리는 사람 (사말어사)〉 | 4:48      |
| 3. | 〈주홍빛 거리〉                            | 3:24      |
| 4. | 〈신풍역 2번 출구 블루스〉                 | 3:03      |
| 5. | 〈무서운 짝사랑〉                          | 3:31      |
| 6. | 〈낙엽 엔딩〉                              | 4:34      |
| 7. | 〈내 마음이 그대가 되어 (내마그)〉         | 3:16      |
| 8. | 〈사랑에 어떤 말로도 (사말로도)〉          | 4:27      |